# ルイス・デル・ソル
ルイス・デル・ソル・カスカハレス（Luis del Sol Cascajares、1935年4月6日 - 2021年6月20日）は、スペイン・カスティーリャ・イ・レオン州アルコス・デ・ハロン出身の元同国代表サッカー選手、元サッカー指導者。現役時代のポジションはミッドフィールダー。
長きにわたり貢献したレアル・ベティスでは、デル・ソルの功績を讃えるためにクラブのトレーニング施設に彼の名前が付けられている。

## 経歴
レアル・ベティスで8年間プレーし、チームの1部リーグ昇格に貢献すると、1960年にレアル・マドリードへ移籍。ここでアルフレッド・ディ・ステファノ、フェレンツ・プスカシュなどの伝説の名選手たちとプレーし、UEFAチャンピオンズカップ5連覇、インターコンチネンタルカップ優勝という偉業を成し遂げる。1962-1963シーズンにユヴェントスに移籍。ユヴェントスでは、ここで活躍した数少ないスペイン人選手の1人として知られている。その後、ASローマを経て、1972年に古巣のレアル・ベティスへ復帰し、ここで1973年に現役生活にピリオドを打った。
スペイン代表としては1962年と1966年ワールドカップに出場。1964年欧州ネイションズカップで優勝を果たしたメンバーの一員でもあるが、決勝大会での試合出場はなかった。
引退後はレアル・ベティスの幹部としてクラブの発展に尽力していた。
2021年6月20日、セビリア市内の病院にて86歳で死去した。

## 所属クラブ
- レアル・ベティス 1953-1960
- レアル・マドリード 1960-1962
- ユヴェントス 1962-1970
- ASローマ 1970-1972
- レアル・ベティス 1972-1973